# Castello di Lignières
Il castello di Lignières è un castello situato nella città di Lignières, nel dipartimento dello Cher in Francia.

## Storia
Il castello, monumento storico francese, è stato costruito tra il 1654 e il 1665 sul sito del vecchio castello, su progetto di François Le Vau (1613 - 1676), fratello di Louis Le Vau (II) (1612 – 1670), per conto di Jérôme Le Nouveau, Soprintendente generale delle Poste reali francesi, che aveva acquistato il sito nel 1653.

## Architettura

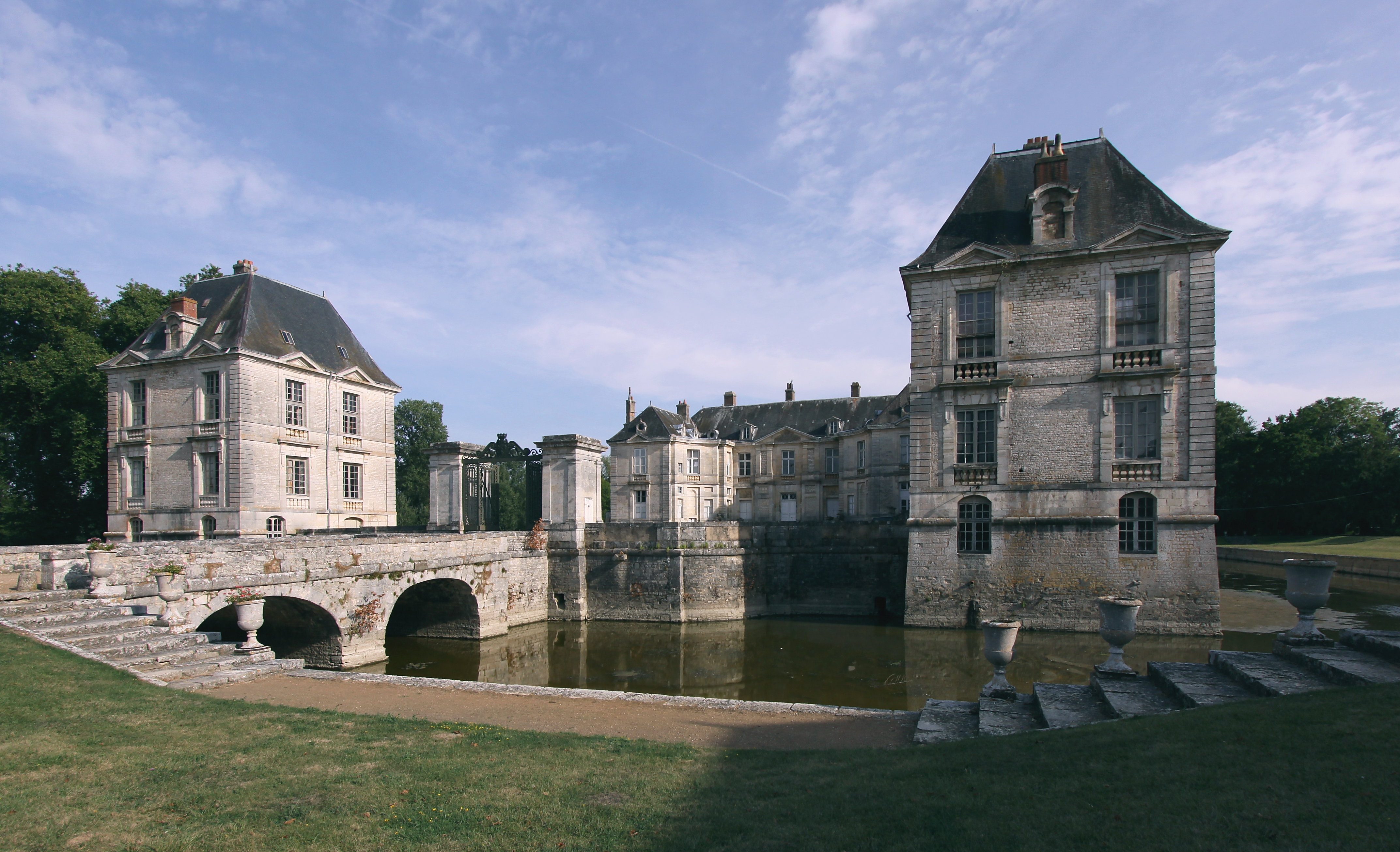
Castello di Lignières

L'architettura del castello di Lignières è rappresentativa del classicismo francese, seppure lo stile è sobrio, con le facciate poco decorate altrimenti arricchite da cornici marcapiano e bugnato agli spigoli dei diversi corpi di fabbrica. Circondato da un largo fossato e uno specchio d'acqua prospiciente l'ingresso marcato da un ponte in pietra a due archi policentrici, il castello ha tre corpi di fabbrica dei quali due disposti a L e uno staccato come foresteria in corrispondenza del ponte di accesso al cortile interno. Un altro ponte in pietra a due arcate policentriche collega il fabbricato principale con il retrostante giardino. Successivamente alla costruzione del castello Jérôme de Nouveau chiama il noto paesaggista André Le Nôtre (1613 - 1700), architetto dei giardini del Re, per disegnare un giardino alla francese. Non sappiamo se il lavoro fu portato a compimento, comunque è noto che il duro inverno del 1663 distrusse il parco che rimase incolto e successivamente trasformato in prato.
Per decorare il castello l'architetto le Vau aveva previsto l'aggiunta di elementi decorativi quali statue, busti, bassorilievi, ecc., anche se molte di queste decorazione non furono mai installate.
Se il castello corrisponde essenzialmente alla costruzione originale, alcune parti sono state modificate nel corso dei secoli, tra queste la galleria, che è stata trasformata in filatura del XIX secolo per essere successivamente ricostruito nel suo stato originale nel 1920.
Il castello è la sede dell'associazione François Le Vau à Lignières, che tra gli scopi principali istituzionali ha quello di promuovere la conoscenza del luogo, la vita e le opere dell'architetto François le Vau e di provvedere ai restauri del castello (Associazione François Le Vau à Lignières).